# Marvel Strike Force
Marvel Strike Force — компьютерная игра, вышедшая 28 марта 2018 года для iOS и Android. Происходит во вселенной Marvel.
Исполнитель роли Дэдпула в фильмах Райан Рейнольдс озвучил персонажа и в этой игре.

## Геймплей
Marvel Strike Force позволяет игрокам собирать персонажей вселенной Marvel: героев, злодеев, а также обычных персонажей из крупных организаций, таких как «Гидра» или «Щ.И.Т.» — и использовать их для сражений. Существует несколько способов сбора персонажей: некоторые выдаются игрокам сразу, тогда как другие достигаются в процессе игры.
Сражения делятся на раунды, и первым ходит персонаж с самым высоким параметром скорости.

## Критика и наследие
Продажи игры за первый год работы (2018) на платформах iOS и Android составили 150 миллионов долларов. В 2019 году объём продаж продолжался скромно, примерно до 180 миллионов долларов, но в 2020 году произошёл резкий скачок, когда выручка составила около 300 миллионов долларов.
Игра была номинирована на премию SXSW Gaming Awards в категории «Mobile Game of the Year», и получила награду «People’s Voice Award» для «Игр» в категории «Видео» на Webby Awards 2019. Также была номинирована на «Strategy/Simulation Game» в категории «Игры». Google Play признал её лучшей прорывной игрой 2019 года за общий дизайн, взаимодействие с пользователем, вовлечённость и удержание, а также за сильный рост. Игра также была номинирована на премию Mobile Games Awards от Pocket Gamer в категории «Best Live Ops», а также в категории «Strategy/Simulation» на Webby Awards 2020.